# Mirosław Kuniczuk
Mirosław Kuniczuk (ur. 10 października 1963 w Słupsku) – polski piłkarz, występujący na pozycji obrońcy.

## Życiorys
Jest wychowankiem Gryfa Słupsk. W tym klubie rozpoczynał także seniorską karierę. Był członkiem reprezentacji, która w 1982 roku zajęła czwarte miejsce na mistrzostwach Europy U-18. W tym samym roku przeszedł do Widzewa Łódź. W sezonie 1983/1984 był zawodnikiem Śląska Wrocław, po czym wrócił do Widzewa, zdobywając Puchar Polski. W 1985 roku został piłkarzem Bałtyku Gdynia. W 1986 roku przeszedł do Stali Mielec. Z klubem tym spadł w 1987 roku do II ligi, a rok później wrócił do najwyższej klasy rozgrywkowej. W Stali grał do 1989 roku. Ogółem wystąpił w 44 meczach na poziomie pierwszoligowym. Następnie występował w Jantarze Ustka.
Po zakończeniu kariery był m.in. właścicielem pensjonatu oraz taksówkarzem.

## Statystyki ligowe
| Sezon     | Klub          | Liga    | Mecze | Gole |
| --------- | ------------- | ------- | ----- | ---- |
| 1982/1983 | Widzew Łódź   | I liga  | 4     | 0    |
| 1983/1984 | Śląsk Wrocław | I liga  | 2     | 0    |
| 1984/1985 | Widzew Łódź   | I liga  | 9     | 0    |
| 1985/1986 | Bałtyk Gdynia | I liga  | 19    | 0    |
| 1986/1987 | Stal Mielec   | I liga  | 6     | 0    |
| 1987/1988 | Stal Mielec   | II liga | ?     | ?    |
| 1988/1989 | Stal Mielec   | I liga  | 4     | 0    |